# 巴哈耳孔鯰
巴哈耳孔鯰（学名：Parotocinclus bahiensis），為輻鰭魚綱鯰形目甲鯰科的其中一種，為熱帶淡水魚，分布於南美洲巴西巴伊亞淡水流域，體長可達3.1公分，棲息在底層水域，生活習性不明。
其种加词bahiensis，意为巴西“巴伊亚州（Bahia）的”。